# Eiconaxius consobrinus
Eiconaxius consobrinus is een tienpotigensoort uit de familie van de Axiidae. De wetenschappelijke naam van de soort is voor het eerst geldig gepubliceerd in 1907 door Johannes Govertus de Man (die de geslachtsnaam foutief spelde als Iconaxius). De soort werd ontdekt tijdens de Siboga-expeditie.